# 월터 워싱턴

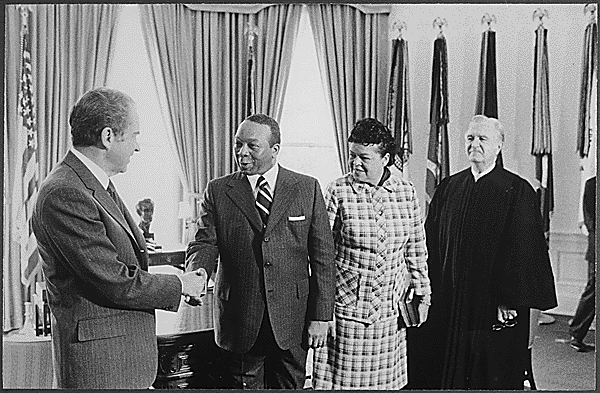
닉슨과 악수하는 월터 워싱턴

월터 에드워드 워싱턴(Walter Edward Washington, 1915년 4월 15일 ~ 2003년 10월 27일)는 미국의 정치인이자, 아프리카계 미국인 처음으로 워싱턴 D.C.의 시장을 지냈다. 또한 대통령에 의하여 마지막으로 워싱턴 시의 행정관으로 임명되었으며, 도시의 시청장을 지낸 단 하나의 정치인이었다.

## 생애
흑인 노예의 증손자로 조지아주 도슨에서 태어나 뉴욕주 제임스타운에서 자라왔다. 하워드 대학교에서 학사 학위와 함께 졸업하였으며, 후에 법학 학위를 받고 1948년에 졸업하였다.
워싱턴 D.C.의 골목 거주 관계 당국의 감독인으로 고용되어, 1961년 존 F. 케네디 대통령에 의하여 주택부에 속하는 국립 수도 주택 관계 당국의 총감독으로 임명될 때까지 그 직에 있었다. 1966년에는 뉴욕에서 시장 존 린지의 행정 아래에서 같은 주택 관계 당국 총감독을 맡았다.

## 워싱턴 D.C.의 시장

### 시청장:1967~74
1967년부터 1974년까지 린든 B. 존슨과 리처드 M. 닉슨에 의하여 워싱턴 D.C.의 시청장으로 임명되었다. (사실 1966년에 임명되었으나, 경찰과 소방의 관계 당국을 그에게 주지 않으려한 이유로 사퇴하였다) 워싱턴은 1967년 미국의 주요 도시들에서 시장이 되는 데 선출된 흑인들 3명 중의 하나였다.
지방적, 의회적으로 인종적 분쟁에 의하여 찢어진 도시를 이끌었다. 같은 해 후기에 의회에 그의 첫 예산을 보낼 때, 워싱턴 D.C.의 주택 위원회의 회장인 하원 의원 존 L. 맥밀런이 워싱턴의 사무실에 배달된 수박들에 의하여 응답하였다. 곧, 워싱턴은 1968년 마틴 루서 킹 2세의 암살 사건에 이어 일어난 워싱턴 D.C.의 흑인 폭동을 향하였다. FBI 국장 에드거 후버가 폭동인들을 쏘겠다는 주장에 거부하였다.

### 선출된 시장:1975~79
의회는 1973년 12월 24일 워싱턴 D.C.의 자치적 통치와 정부적 재편을 제정하여 선출된 시장과 시의회를 위하여 제공하였다. 주택 구칙은 1975년 1월 2일에 첫 시장과 의회에 의하여 실시되었다. 새 법률을 예상하여, 워싱턴은 1974년 초순에 실시된 선거에서 원기 왕성한 운동을 시작하였다. 11월에 실시된 총선에서 승리하여, 워싱턴 D.C.의 첫 흑인 시장으로 선출되었고 1975년 1월 2일 취임식을 올렸다.
그를 "엉클 월터"(Uncle Walter)라고 별명을 지은 선거권자들에 의하여 개인적으로 사랑을 받음에도 불구하고, 워싱턴은 새로운 자율적 경영의 문제에 의하여 자신이 이긴 것을 서서히 찾아냈다. 워싱턴 포스트는 그가 부족한 지배력 존재를 지닌 의견을 말하였고, 시의회장 스털링 터커는 도시의 문제는 도시 사무의 관리자로서 워싱턴의 무능 때문이라고 제안하였다.
1979년 민주당 시장 선거 임명에서 워싱턴은 3번째로 왔다. 1월 2일 시청을 떠난 후, 워싱턴은 도시가 연방정부의 수중에 있는 현금 재정적 제도에 근거를 둔 4천 100만 달러의 예산 나머지에 폐를 내걸었다고 밝혔다.

## 말년
시장직을 마친 후, 뉴욕의 법률 사무소에 들어갔다. 2003년 10월 27일 하워드 대학교 병원에서 사망하였다.

## 역대 선거 결과
| 선거명      | 직책명           | 대수 | 정당   | 득표율 | 득표수   | 결과 | 당락                  |
| ----------- | ---------------- | ---- | ------ | ------ | -------- | ---- | --------------------- |
| 1974년 선거 | 워싱턴 D.C. 시장 | 1대  | 민주당 | 82.45% | 79,065표 | 1위  | 워싱턴 D.C. 시장 당선 |